# Ptychomitrium cockerellae
Ptychomitrium cockerellae là một loài rêu trong họ Ptychomitriaceae. Loài này được (E. Britton & Hollick) Broth. mô tả khoa học đầu tiên năm 1925.